# Samurou
Samurou è una suddivisione dell'India, classificata come nagar panchayat, di 14.232 abitanti, situata nel distretto di Thoubal, nello stato federato del Manipur. In base al numero di abitanti la città rientra nella classe IV (da 10.000 a 19.999 persone).

## Geografia fisica
La città è situata a 24° 40' 22 N e 93° 56' 17 E.

## Società

### Evoluzione demografica
Al censimento del 2001 la popolazione di Samurou assommava a 14.232 persone, delle quali 7.093 maschi e 7.139 femmine. I bambini di età inferiore o uguale ai sei anni assommavano a 2.210, dei quali 1.107 maschi e 1.103 femmine. Infine, coloro che erano in grado di saper almeno leggere e scrivere erano 9.438, dei quali 5.522 maschi e 3.916 femmine.